# Cesano Maderno
Cesano Maderno är en ort och kommun i provinsen Monza e Brianza i regionen Lombardiet i Italien. Kommunen hade 39 150 invånare (2018).